# Càrrega activa
Una càrrega activa o càrrega dinàmica és un component electrònic  o un circuit que funciona com una resistència no lineal estable al corrent.

## Disseny de circuits
En el disseny de circuits, una càrrega activa és un component de circuit format per dispositius actius, com ara transistors, destinats a presentar una alta impedància de senyal petita però que no requereixen una gran caiguda de tensió de CC, com passaria si s'utilitzés una resistència gran. Aquestes impedàncies de càrrega de CA tan grans poden ser desitjables, per exemple, per augmentar el guany de CA d'alguns tipus d'amplificadors. Més comunament, la càrrega activa és la part de sortida d'un mirall de corrent i es representa de manera idealitzada com una font de corrent. En general, només és una resistència de corrent constant que forma part de tota la font de corrent, inclosa també una font de tensió constant (la font d'alimentació V CC a les figures següents).

### Exemple de base comuna

Figura 2: Circuit bàsic de base comú NPN (neglidant els detalls de polarització). La font de corrent I_{C} representa una càrrega activa.

Figura 1: Circuit bàsic de base comuna NPN amb càrrega de resistència (neglidant els detalls de polarització). El senyal s'aplica a V_{in}, la sortida presa del node V_{out} pot ser una tensió o un corrent.

A la figura 1, la càrrega és una resistència, i el corrent a través de la resistència es determina per la llei d'Ohm com:
{\displaystyle I_{C}={\frac {V_{CC}-V_{\text{out}}}{R_{C}}}}
Com a conseqüència d'aquesta relació, la caiguda de tensió a través de la resistència està lligada al corrent en el punt Q de polarització. Si el corrent de polarització es fixa per algun motiu de rendiment, qualsevol augment de la resistència de càrrega condueix automàticament a una tensió més baixa per a V out. que al seu torn redueix la caiguda de tensió V CB entre el col·lector i la base, limitant el swing del senyal a la sortida de l'amplificador (si el swing de sortida és més gran que V CB, el transistor queda fora del mode actiu durant una part del cicle del senyal).
En canvi, utilitzant la càrrega activa de la figura 2, la impedància de CA de la font de corrent ideal és infinita independentment de la caiguda de tensió VCC − Vout, que permet fins i tot un gran valor de V CB. i, en conseqüència, un gran swing del senyal de sortida.

### Amplificadors diferencials
Les càrregues actives s'utilitzen freqüentment en etapes d'entrada diferencial d'amplificador operacional, per tal d'augmentar enormement el guany.

### Limitacions pràctiques
A la pràctica, la font de corrent ideal es substitueix per un mirall de corrent, que és menys ideal de dues maneres. En primer lloc, la seva resistència de CA és gran, però no infinita. En segon lloc, el mirall requereix una petita caiguda de tensió per mantenir el funcionament (per mantenir els transistors de sortida del mirall en mode actiu). Com a resultat, el mirall de corrent limita la variació de tensió de sortida admissible, però aquesta limitació és molt menor que la d'una resistència i tampoc depèn de l'elecció del corrent de polarització, deixant més flexibilitat que una resistència en el disseny del circuit.

## Equips de prova
A l'àrea d'equips de prova electrònica, s'utilitza una càrrega activa per a proves automàtiques de fonts d'alimentació i altres fonts d'energia elèctrica per garantir que la seva tensió i corrent de sortida estiguin dins de les seves especificacions en un rang de condicions de càrrega, des de sense càrrega fins a càrrega màxima.
Un enfocament per provar càrregues utilitza un conjunt de resistències de diferents valors i intervenció manual. En canvi, una càrrega activa presenta a la font un valor de resistència variat pel control electrònic, ja sigui mitjançant un dispositiu d'ajust analògic com un potenciòmetre de múltiples voltes o, en configuracions de prova automatitzades, mitjançant un ordinador digital. La resistència de càrrega sovint es pot variar ràpidament per provar la resposta transitòria de la font d'alimentació.
Igual que una resistència, una càrrega activa converteix l'energia elèctrica de la font d'alimentació en calor. Per tant, els dispositius de dissipació de calor (generalment transistors) en una càrrega activa s'han de dissenyar per suportar l'augment de temperatura resultant, i normalment es refreden mitjançant dissipadors de calor.
Per a més comoditat, les càrregues actives sovint inclouen circuits per mesurar el corrent i la tensió subministrats a les entrades, i poden mostrar aquestes mesures en lectures numèriques.